# Andreu Toron i Vaquer

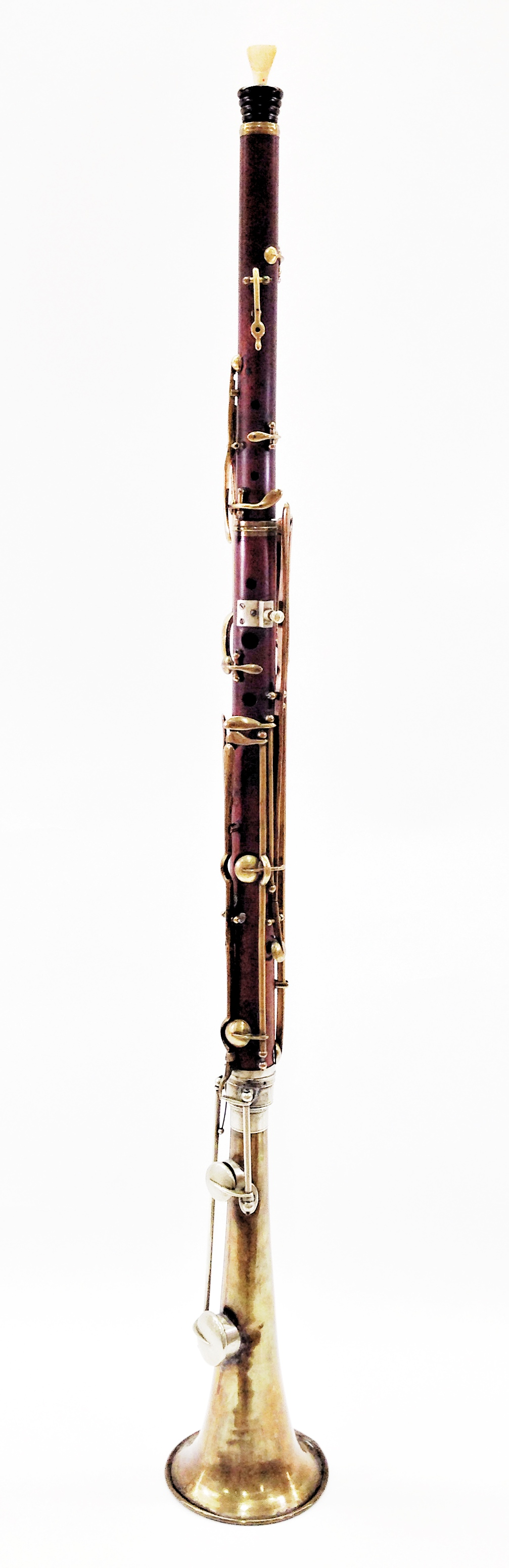
Tenora construïda per Andreu Toron (~1854), que va pertànyer a Pep Ventura. Es troba en el fons del Museu de la Música de Barcelona

Andreu Toron i Vaquer (Cameles, 24 de febrer del 1815 - Perpinyà, 9 de novembre del 1886) va ser un músic i constructor d'instruments rossellonès, inventor de la tenora en la forma que té actualment. La tenora fins a principi del segle xix es feia generalment amb fusta de boix i d'una llargada significativament més curta que l'actual (de 70 cm aproximadament), acabada amb un pavelló amplament desbocat i, en algun cas, duia alguna clau de construcció rústega.

## Biografia
Andreu Toron tenia una sòlida formació musical, era un reconegut intèrpret d'oboè i formava part de diverses societats musicals de Perpinyà. Andreu va treballar amb el seu pare, Valentí Toron, també constructor d'instruments en el millorament dels instruments de l'època aprofitant les millores introduïdes en clarinets i oboès. El 1840 es va casar amb Teresa Puig i obrí el seu propi negoci.
El 23 de desembre de 1849 presentà a Perpinyà concretament a la "Societat d'Agricultura, Arts i Ciències de Perpinyà", en la sessió pública celebrada a l'efecte a la sala del Museu de la Universitat una nova tenora, ell l'anomenava oboè-tenor, que ja presentarà la seva forma allargada, el sistema de claus i la campana de metall que el fan tan característic. Aquesta tenora és de construcció més acurada, amb un sistema de tretze claus manllevat de l'oboè. Andreu Toron va rebre un premi durant aquesta sessió. Aquest invent, adoptat per Pep Ventura, es va estendre pel nord i sud de Catalunya, i va ser el prototip de la tenora actual (que ara és construïda amb fusta de ginjoler). Com a intèrpret, entre d'altres, l'any 1857 va entrar a formar part de la cobla Coll-Mattes i l'any 1876 en creà una de pròpia.